# Three Violent People
Three Violent People is een Amerikaanse western uit 1956 onder regie van Rudolph Maté. Destijds werd de film in Nederland uitgebracht onder de titel Bloedig conflict.

## Verhaal
Kapitein Colt Saunders keert aan het einde van de Amerikaanse Burgeroorlog terug naar zijn boerderij. Hij treft er zijn eenarmige broer Cinch en diens kersverse bruid Lorna Hunter. Zij was vroeger een animeermeisje in Saint Louis en ze doet haar best om de geheimen uit haar verleden verborgen te houden. Bovendien krijgt Saunders het aan de stok met de meedogenloze commissaris Harrison, die zijn land wil inpikken.

## Rolverdeling
| Acteur           | Personage                 |
| ---------------- | ------------------------- |
| Charlton Heston  | Kapitein Colt Saunders    |
| Anne Baxter      | Lorna Hunter Saunders     |
| Gilbert Roland   | Innocencio Ortega         |
| Tom Tryon        | Cinch Saunders            |
| Forrest Tucker   | Adjunct-commissaris Cable |
| Bruce Bennett    | Commissaris Harrison      |
| Elaine Stritch   | Ruby LaSalle              |
| Barton MacLane   | Yates                     |
| Peter Hansen     | Luitenant Marr            |
| John Harmon      | Mijnheer Massey           |
| Ross Bagdasarian | Asuncion Ortega           |
| Robert Blake     | Rafael Ortega             |
| Jamie Farr       | Pedro Ortega              |
| Leo Castillo     | Luis Ortega               |
| Don Devlin       | Juan Ortega               |